# Salsa Mossona
La salsa Mossona és una salsa salada típica de Formentera feta a base d'ametlles i avellanes i que es menja tradicionalment al Nadal. S'utilitza per a acompanyar peix o carn (típicament el sofrit pagès) o com a companatge per a menjar a l'aperitiu o com a tapa. S'elabora fent una picada amb ametlles, avellanes i pinyons torrats i picats amb una mica de canyella en pols i un fetge de gallina, aquesta es dilueix en una mica de brou de gallina i s'aboca en una cassola al foc, on hi hagi la resta de brou i que s'escalfa remenant fins que espessi.
Cal, però, no confondre aquesta salsa, que és un acompanyament per a la carn o el peix mentre es menja amb la salsa de Nadal, que es fa i es menja gairebé a totes les cases de l'illa.